# Scaphidium kurbatovi
Scaphidium kurbatovi (лат.) — вид жуков-челновидок рода Scaphidium из семейства стафилинид (Scaphidiinae, Staphylinidae). Эндемик Китая.

## Распространение
Китай, провинция Сычуань, национальный природный заповедник Вэньчуань-Волун, на высоте 1500 м.

## Описание
Мелкие жуки, общая длина тела 6 мм. Тело, бёдра и голени чёрные; усики, лапки и апикальные абдоминальные сегменты темно-коричневые. Лоб, вертекс и мезэпистернум тонко и редко пунктированные. Надкрылья слегка выпуклые, с двумя субапикальными красноватыми пятнами. Пронотум не возвышен над надкрыльями. Ноги длинные, голени и бёдра средней пары ног изогнутые. Видимые абдоминальные тергиты тонко пунктированные.

## Систематика
Вид был впервые описан в 1999 году и входит в состав рода Scaphidium подсемейства Scaphidiinae из семейства жуков-стафилинид. Видовое название Scaphidium kurbatovi дано в честь российского колеоптеролога Сергея Александровича Курбатова, собравшего типовые экземпляры. Новый вид сходен с Scaphidium nepalense, от которого отличается формой передних голеней самца, а также с троением гениталий.